# 韓英傑
韓英傑（1927年—1991年10月15日），上海市人，香港電影演員及武術指導。是京剧名武生于占元的女婿、女藝員于素秋姊姊于素春丈夫，和麥炳榮（于素秋丈夫）的襟兄弟。

## 生平
韓英傑在3歲時開始移居北京，在9歲至18歲期間，加入了北京話劇團學藝。

## 萌芽期
到了1946年，19歲的他開始移居上海進行電影業的特技人生涯。數年後，他移師香港和新加坡發展，進行武術及特技展覽等臨時演員工作。在60年代，他回港加入邵氏兄弟(已私有化）工作，演出無數特技人、特技展品和電影製作等。同時他能夠創造更大演出和相約導演胡金銓機會。在1966年，他離開邵氏轉移台灣發展，直至1970年，當時韓英傑回流香港發展，他們成為武術指導。

## 收成期
1970年，韓英傑正式加入嘉禾娛樂(1132.HK年）演出不少對手戲，最普通是專演反派角色，像1971年由百萬導演羅維拍攝的《唐山大兄》、《精武門》、《冷面虎》等不少角色，他在短時間成為香港著名電影演員和導演之一，到了1991年因患上末期癌症，病情急轉直下，不幸逝世，享年64歲。

### 動作設計
- 1961年：《燕子盜》
- 1962年：《白骨陰陽劍》（下集）
- 1963年：《八仙鬧東》
- 1963年：《白骨陰陽劍》（三集）
- 1963年：《白骨陰陽劍》（四集）
- 1964年：《花木蘭》
- 1965年：《大地兒女》
- 1966年：《大醉俠》
- 1967年：《龍門客棧》
- 殺手粉紅鑽（1967年）
- 決鬥惡虎嶺（1968年）
- 七大盜（1968年）
- 笑面俠（1968年）
- 斷魂谷（1968年）
- 掌門人（1968年）
- 峨嵋霸刀（1969年）
- 虎山行（1969年）
- 小魔俠（1969年）
- 神經刀（1969年）
- 鷹爪手（1970年）
- 神槍手（1970年）
- 龍虎殺鬥（1970年）[1][2][3][4]
- 鬼怒川（1971年）
- 1971年：《唐山大兄》
- 1971年：《奪命金劍》
- 1971年：《鳳飛飛》
- 天龍八將（1971年）
- 俠女（1971年）
- 刀不留人（1971年）
- 1972年：《精武門》
- 海員七號（1973年）
- 鐵娃（1973年）
- 馬路小英雄（1973年）
- 冷面虎（1973年）
- 怒髮衝冠（1973年）
- 老虎煞星（1973年）
- 珠江大風暴（1974年）
- 大明英烈（1975年）
- 森山虎（1976年）
- 十三太保李存孝（1976年）
- 密宗聖手（1976年）
- 獨臂雙雄（1976年）
- 新精武門（1976年）
- 大忠烈（1976年）
- 一門忠烈（1977年）
- 風塵六傑（1977年）
- 俠士鏢客殺手（1977年）
- 千刀萬里追（1977年）
- 鄭和下西洋（1978年）
- 百戰保山河（1979年）
- 玉釵盟（1980年）

### 導演
- 飛龍奪寶（1972年）（1974年）

### 電影
- 方世玉與胡惠乾（1955年）
- 大刀漢（1955年）
- 兒女英雄傳（1959年）
- 乳燕驚魂（1962年）
- 浪子雙娃（1962年）
- 大明群英會（1962年）
- 三劍鬥天魔（1962年）
- 關東第一劍黑虎崖殲仇記（1962年）
- 紅線女夜盜寶盒（1963年）
- 白骨離魂針（上集年）（1964年）
- 潘金蓮（1964年）
- 花木蘭（1964年）
- 如來神掌（四集）（1964年）
- 如來神掌（二集）（1964年）
- 新啼笑姻緣（1964年）
- 玉堂春（1964年）
- 山歌戀（1964年）
- 寶蓮燈（1965年）
- 魚美人（1965年）
- 大地兒女（1965年）
- 大醉俠（1966年）
- 鐵馬銀鈴（1967年）
- 鐵觀音（1967年）
- 龍門客棧（1967年）
- 女俠黑蝴蝶（1968年）
- 玉龍吟（1968年）
- 斷魂谷（1968年）
- 鐵觀音勇破爆炸黨（1968年）
- 決鬥惡虎嶺（1968年）
- 追魂鏢（1968年）
- 毒龍潭（1969年）
- 鐵骨傳（1969年）
- 豪俠傳（1969年）
- 鷹爪手（1970年）
- 俠女（1971年）
- 唐山大兄（1971年）
- 鬼怒川（1971年）
- 天龍八將（1971年）
- 精武門（1972年）
- 鐵牛（1973年）
- 冷面虎（1973年）
- 少林高徒（1973年）
- 怒髮衝冠（1973年）
- 馬路小英雄（1973年）
- 海員七號（1973年）
- 迎春閣之風波（1973年）
- 鐵娃（1973年）
- 老虎煞星（1973年）
- 珠江大風暴（1974年）
- 國術十段（1974年）
- 大追蹤（1974年）
- 風雲八千里（1975年）
- 金三角龍虎門（1975年）
- 忠烈圖（1975年）
- 大明英烈（1975年）
- 森山虎（1976年）
- 大忠烈（1976年）
- 獨臂雙雄（1976年）
- 新精武門（1976年）
- 密宗聖手（1976年）
- 破戒（1977年）
- 一門忠烈（1977年）
- 風塵六傑（1977年）
- 猛男大賊胭脂虎（1978年）
- 鄭和下西洋（1978年）
- 六合千手（1979年）
- 玉釵盟（1980年）
- 黃飛鴻與鬼腳七（1980年）
- 情人，看刀（1984年）
- 凶咒（1986年）
- 不夜天（1987年）
- 笑傲江湖（1990年）

### 出品人
- 玉釵盟（1980年）

## 外部連結
1. ↑  .   [2022-08-12]. （原始内容存档于2022-08-12）.
2. ↑  .   [2022-08-12]. （原始内容存档于2022-10-13）.
3. ↑  Tài Tử Điện Ảnh Tran Quang - ND Chris 1 （页面存档备份，存于） 2 （页面存档备份，存于）
4. ↑  .   [2022-08-13]. （原始内容存档于2022-08-13）.

- 韓英傑（電影網絡資料庫） （页面存档备份，存于）